# Giuseppe Canella

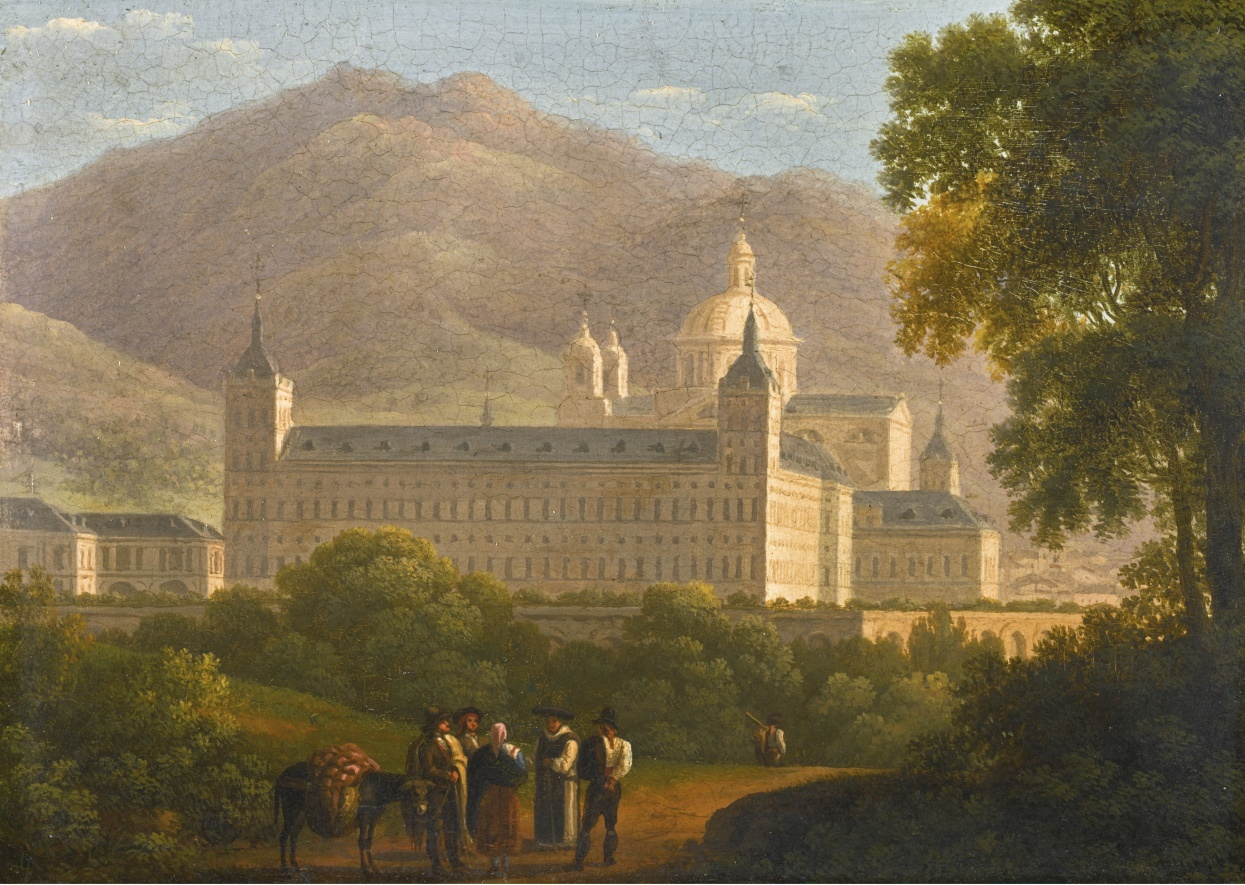
El Escorial, óleo sobre papel, 9 x 12,5 cm. Subastado en Sotheby's de Londres el 6 de junio de 2017.

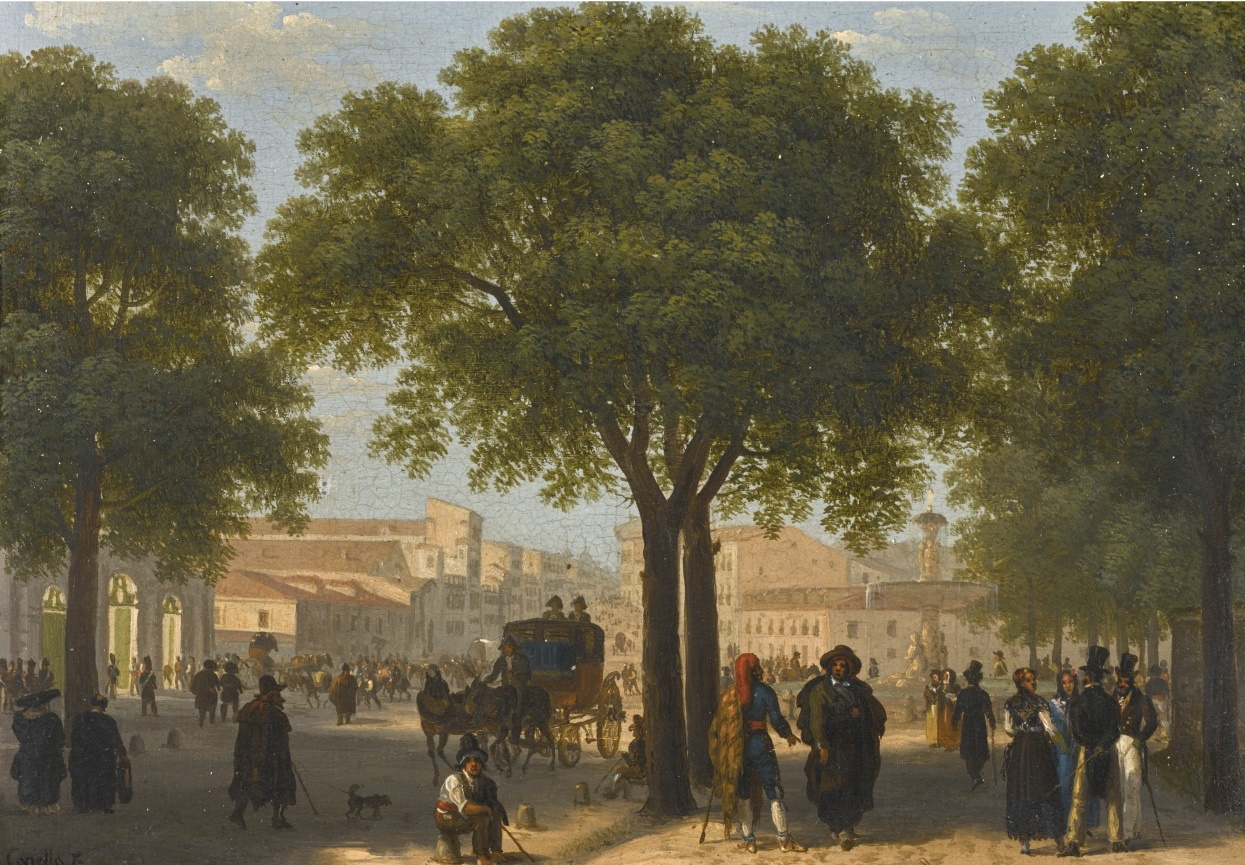
El paseo del Prado, Madrid, con la Fuente de la Alcachofa y la puerta de Atocha a la izquierda, óleo sobre papel, 9 x 12,5 cm, subastado en Sotheby's de Londres el 6 de junio de 2017.

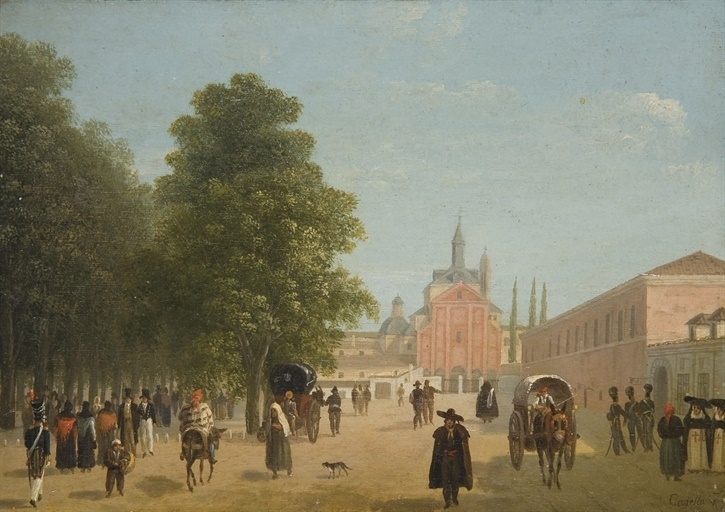
Vista del Convento de los Recoletos, Madrid.

Giuseppe Canella (Verona, 1788-Florencia, 1847) fue un pintor de vedute italiano. 

## Biografía
Hijo de un conocido arquitecto y escenógrafo veronés, con el que se inició en la pintura escenográfica y decorativa al temple y al fresco, hacia 1815, tras una breve estancia en Venecia e influido por el paisajista Pietro Ronzoni, se orientó a la pintura de vedute, en particular a las vistas urbanas a la manera de los grandes maestros venecianos del Settecento. Tras presentarse en la primera exposición de Bellas Artes de la Academia de Brera, en 1818, en 1820 viajó a Madrid, atraído, al parecer, por el espíritu romántico, que hacía de España fuente de inagotable inspiración poética, o por el recién creado Real Establecimiento Litográfico y la posibilidad de difundir por ese procedimiento algunas de sus vistas. La serie de vistas que dejó de Madrid y sus alrededores (Vista del Monasterio de El Escorial del Museo de Bellas Artes de Valencia, Vista de Madrid desde el puente de Segovia, del Museo de Historia de Madrid, vistas del paseo de Recoletos y del paseo del Prado con la puerta de Atocha) acuarelas y óleos sobre cobre o sobre papel frecuentemente de muy reducidas dimensiones, incorporan además grupos de figuras de carácter pintoresco que llegan a alcanzar más relieve que las arquitecturas de los fondos.
En 1823 se trasladó a París, donde recibió algunos encargos de Luis Felipe de Orleans y ganó la medalla de oro del Salón de 1830. Desde París viajó a Holanda, Alsacia, Normandía y Baden y en 1832 regresó a Milán, donde ya un año antes había presentado con notable éxito de crítica trece paisajes en la exposición de la Academia Brera de ese año. El campo de Lombardía y el lago de Como serán en estos años los protagonistas de su pintura, atenta ahora a los temas y motivos más humildes. Nombrado por el emperador Fernando I de Austria consejero de la Academia de Brera, rehúso ocupar una plaza de profesor en la Academia de Venecia. Murió en Florencia el 11 de septiembre de 1847.